# فریکونومیکس
«فریکونومیکس» (انگلیسی: Freakonomics) یک کتاب در رابطه اقتصاد از اقتصاددان دانشگاه شیکاگو استیون لویت است که در ۱۲ آوریل ۲۰۰۵ منتشر شد. این کتاب تا اواخر سال ۲۰۰۹ بیش از چهار میلیون نسخه فروش داشت. این کتاب تحت عنوان «اقتصاد ناهنجاری‌های اجتماعی» توسط نشر نی و به واسطه سعید مشیری ترجمه و انتشار یافته است.
این کتاب چندین فصل دارد:
- درباره حقه زدن در شغل‌هایی مانند معلمی و کشتی‌گیران سومو
- شباهت‌های کوکلوس‌کلان و افراد معاملات ملکی
- سیستم اقتصادی کارتل‌های مواد مخدر
- تاثیر قانونی‌سازی سقط جنین در کاهش جرایم چندین سال بعد
- نقش بسیار کم تربیت خوب کودکان توسط والدین در بهتر شدن آموزش و پرورششان
- الگوهای نامگذاری کودکان در یک جامعه